# Erbisœul
Erbisœul est une section de la commune belge de Jurbise  située en Région wallonne dans la province de Hainaut.
C'était une commune à part entière avant la fusion des communes de 1977.
Erbisœul est traversée par la ligne de chemin de fer Bruxelles-Mons et accueille l'académie de police et le Royal Golf Club du Hainaut.
Deux personnalités habitent actuellement Erbisœul : Claude Durieux, gouverneur de la province de Hainaut depuis 2004 et natif du village, et Pierre Coran, écrivain et poète. Il y a aussi Dominique Cogels-Le Grelle, première échevine de la commune de Jurbise de 1988 à 2000, députée wallonne de 1995 à 1999.

## Évolution démographique
- Sources : INS, Rem. : 1831 jusqu'en 1970 = recensements, 1976 = nombre d'habitants au 31 décembre.

## Liste des bourgmestres de 1830 à 1977
- 1830 : Florent Dubois, suivi de Paul Gantois.
- 1831-1849 : Paul Gantois.
- 1849-1854 : Rupert Gallée.
- 1855-1861 : Gustave Juste.
- 1862-1869 : Edouard Dawant.
- 1870-1878 : Gustave Juste.
- 1879-1913 : Emery Gantois.
- 1914-1920 : Maurice Gantois.
- 1921-1926 : Charles Huchon.
- 1927-1940 : Camille Lhoir.
- 1940-1942 : Herman Dupont (faisant fonction).
- 1942-1953 : Louis Leclercq.
- 1953-1964 : Jean Decroly.
- 1965-1976 : Denis Lamblin (dernier bourgmestre d'Erbisoeul avant la fusion des communes).

## Patrimoine
- Château Gantois
- Brasserie-malterie Ceresia, anciennement Gantois
- Le camp « Ghlin-Erbisœul » pour prisonniers de guerre allemands, conçu pour 30.000 détenus, était fonctionnel de mai 1944 à janvier 1948 dans la forêt d'Erbisœul[3].
- Le château de la Tourette (rue Haute) qui appartient à l'ancienne députée et échevine Dominique Cogels-Le Grelle
- La Ronde Maison est un ancien pavillon de chasse des princes de Ligne datant du XVIIIe siècle. Il a été vendu au CPAS de Mons en 1949 lors de l'achat du domaine de Baudour à la famille de Ligne. Depuis 1991, la Ronde Maison appartient à la province du Hainaut qui y organise diverses activités.

## Institutions

### Institut Provincial de Formation du Hainaut
Cette école de la province de Hainaut est composée de différentes sections et implantations dont l'Académie de Police Emilien Vaes. À cet endroit sont formés principalement les policiers mais aussi les pompiers, ambulanciers…
Situé de part et d'autre en bordure de la nationale Mons-Ath. Sa construction récente et les moyens mis à la disposition des personnes en formation en font l'une des écoles de police les plus modernes. Ses locaux sont utilisés aussi bien pour former les futurs policiers que pour la formation continue des policiers déjà bien expérimentés qui souhaitent par exemple accéder à un grade supérieur.
L'importante infrastructure sportive est aussi utilisée par de nombreuses associations sportives qui permettent ainsi la pratique de sports très variés.

## Personnalités natives de la localité
- Abel Dubois (1921-1989), ministre et bourgmestre de Mons
- Claude Durieux, ancien gouverneur de la province du Hainaut
- Dominique Cogels-Le Grelle, ancienne première échevine de la commune de Jurbise de 1988 à 2000, députée wallonne de 1995 à 1999